# لارس إلستروب
لارس إلستروب (بالدنماركية: Lars Elstrup)‏، من مواليد 21 مارس 1963 في رابي في الدنمارك، لاعب كرة قدم دنماركي سابق.
بدأ مسيرته الكروية مع نادي راندرز فريجا في عام 1981، ولعب معهم حتى عام 1985، وشارك معهم في 136 مباراة وسجل 59 هدف، وفي عام 1986 انتقل إلى نادي بروندبي، ولعب معهم 7 مباريات وسجل هدفين، وفي عام 1986 انتقل إلى نادي فيينورد روتردام الهولندي، ولعب معهم حتى عام 1988، وقد شارك معهم في 65 مباراة وسجل 9 أهداف، وفي موسم 1988/1989 انتقل إلى نادي أودينسي الدنماركي، ولعب معهم 28 مباراة وسجل 17 هدف، وفي عام 1989 انتقل إلى نادي لوتون تاون الإنجليزي، ولعب معهم حتى عام 1991، وشارك معهم في 60 مباراة وسجل 19 هدف، وفي عام 1991 عاد إلى نادي أودينسي الدنماركي، ولعب معهم حتى أعتزاله في عام 1993، وقد شارك معهم في 44 مباراة وسجل 24 هدف.
و قد لعب مع منتخب الدنمارك لكرة القدم بين عامي 1988 و1993، وقد لعب معهم 34 مباراة وسجل 13 هدف.

## مسيرته الكروية
لعب لارس إلستروب خلال مسيرته الاحترافية مع 5 أندية في أربعة عشر موسمًا وسجل خلالها 130 هدف ضمن 340 مباراة. حيث فاز في موسم واحد بالكأس وفي موسم واحد بالدوري.
خاض لارس إلستروب مسيرته مع Randers Sportsklub Freja ‏ في موسم 1981 ليلعب معه خمسة مواسم، مشاركًا في 136 مباراة سجل خلالها 59 هدفًا. ثم انتقل إلى نادي بروندبي ما بين عامي 1986 و1987 لمدة موسم واحد، حيث شارك في 7 مباريات سجل خلالها هدفين. لينتقل بعدها إلى نادي فاينورد في موسم 1986–87 ولمدة موسمين، مشاركًا في 65 مباراة سجل خلالها 9 أهداف. ثم انتقل إلى نادي أودنسه في عامي 1988-1990 في المرة الأولى ولمدة موسمين ثم في موسم 1991–92 ولمدة موسمين، مشاركًا طوالها في 72 مباراة سجل خلالها 41 هدفًا. هذا وانتقل لاحقًا إلى نادي لوتون تاون في موسم 1989–90 ولمدة موسمين، مشاركًا في 60 مباراة سجل خلالها 19 هدفًا.

## روابط خارجية
- لارس إلستروب على موقع الاتحاد الأوربي (الإنجليزية)
- لارس إلستروب على موقع قاعدة بيانات كرة القدم.إي يو (الإنجليزية)
- لارس إلستروب على موقع ناشيونال فوتبول تيمز (الإنجليزية)
- لارس إلستروب على موقع عالم كرة القدم.نت (الإنجليزية)
- لارس إلستروب على موقع كووورة